# Lac Kaël
Le lac Kaël, aussi nommé lac Koël, se trouve sur le sentier de la Matawinie dans la municipalité de Sainte-Émélie-de-l'Énergie. Le sentier n'est accessible que par la marche à pied. Il vous en prendra en moyenne une demi-heure de marche pour atteindre le lac et gravir la montagne qui le sépare de l'entrée du sentier la plus proche.

## Origine du nom
Le nom du lac viendrait d'un soldat qui s'y serait caché lors de la Deuxième Guerre mondiale. Des habitants de Sainte-Émélie-de-l'Énergie l'auraient trouvé au printemps lorsqu'ils allèrent pratiquer leur pêche annuelle de la truite.
Par contre, le Ministère des Ressources naturelles et de la Faune le nomma officiellement lac Kaël. La date de ce détail manque toujours à cet article.
Il manque aussi l'explication à savoir pourquoi le Ministère des Ressources naturelles et de la Faune l'a nommé Kaël au lieu de Koël.